# Shawn Spears
Ronald William Arniell, meglio conosciuto con il ring name Shawn Spears (St. Catharines, 19 febbraio 1981), è un wrestler canadese sotto contratto con la WWE.
È principalmente ricordato per i suoi trascorsi tra il 2013 e il 2019 in WWE, dove si esibiva con il ring name Tye Dillinger. Tra il 2019 e il 2023 è stato sotto contratto con la All Elite Wrestling.

## Carriera

### Gli esordi (2002–2006)
Nato a St. Catharines, in Canada, Arniell fu un grande fan del wrestling fin da bambino. Ha citato Jimmy Snuka come suo wrestler preferito ed è stato proprio il vedere quest'ultimo in azione che ha spinto Arniell, nel 2001, a iniziare a praticare wrestling sotto la guida di Eric Young.
Debuttò nel 2002 nelle federazioni indipendenti dell'Ontario, come la Border City Wrestling e la World Xtreme Wrestling. Nel 2005, Arniell fece un'apparizione a Heat in un tag team match contro Rosey e The Hurricane.

### World Wrestling Entertainment (2006–2009)

#### Ohio Valley Wrestling (2006–2007)
Il 21 gennaio 2006, firma un contratto di sviluppo con la WWE e viene mandato in Ohio Valley Wrestling dove fa il suo debutto come "The Canadian Sensation" Shawn Spears, sconfiggendo Simon Dean. Dopo il match, Spears viene attaccato dallo stesso Dean ma Shawn viene salvato da Al Snow che colpisce Dean con una sedia. Dopo il suo debutto, Spears ottiene una serie incredibile di vittorie che viene interrotta da Idol Stevens. Poco dopo, forma un tag team con Cody Rhodes e con lui, vince l'OVW Southern Tag Team Championship sconfiggendo i Throwbacks il 15 dicembre 2006. 
Il 17 marzo 2007, Spears vince anche l'OVW Television Championship sconfiggendo Boris Alexiev. Inizia poi ad interessarsi anche all'OVW Heavyweight Championship. Dopo la perdita dei titoli di coppia e, geloso dei successi di Rhodes che nel frattempo era diventato 1st contender al titolo Heavyweight, interferisce nel match di quest'ultimo per il titolo eseguendo un piledriver su Rhodes, costandogli il titolo. Perde il Television Championship contro Cody Rhodes il 6 luglio 2007 per poi riconquistarlo la settimana dopo. Perde il titolo contro Ted McNaler il 19 settembre 2007. Conquista per la terza volta il titolo Television, perdendolo definitivamente contro Colt Cabana. Proprio con quest'ultimo, Spears vince per la terza volta i titoli di coppia sconfiggendo Paul Burchill e Wade Barrett. Il 19 dicembre, durante il loro regno da campioni, Cabana e Spears si affrontano in un ladder match dove è Cabana a trionfare. In virtù di ciò, Cabana priva Spears del titolo e lo assegna al suo nuovo compagno di tag team, Charles Evans.

#### Florida Championship Wrestling (2007–2008)
Dopo la fine della collaborazione fra OVW e WWE, Arniell viene mandato in FCW dove debutta l'11 marzo 2008, vincendo un match di coppia per squalifica insieme a Johnny Curtis contro Kafu e Sinn Bowdee. Successivamente, vince anche un altro match di coppia insieme a Jay Bradley contro Trent Baretta e Lupe Martinez. Nei tapings del 3 maggio 2008, vince insieme a Sheamus contro Yoshi Tatsu e Tyson Kidd. Perde il suo primo incontro il 6 maggio contro Big Rob, ma solo per squalifica, invece perde per la prima volta in FCW in un match di coppia insieme a Brad Allen contro Big Rob e Charles Evans. Dopo essere stato imbattuto per quattro settimane di fila in match singoli contro Tatsu, Kidd, Kevin Thorn e Heath Slater, ottiene una title shot per l'FCW Florida Heavyweight Championship ma perde il Triple Treath che vedeva coinvolti lui, Slater e il campione Jack Swagger. A infliggergli la prima sconfitta per schienamento è Johnny Curtis il 19 luglio 2008. Nei tapings del 24 luglio, in coppia con Dolph Ziggler, perde contro gli Hardy Boyz. Dopo aver sconfitto anche Colt Cabana, Spears e Ziggler vincono gli FCW Florida Tag Team Championship sconfiggendo Primo Colon e Eric Pérez. Nei tapings del 4 settembre, Eriz Perez, Primo Colon e Michael McGillicutty sconfiggono Spears, Jack Gabriel e Dolph Ziggler in un 6-man tag team match. Perdono i titoli l'11 settembre 2008 contro Heath Slater e Michael McGillicutty in un Triple Treath Tag Team Match che includeva anche Kafu e Scotty Goldman. Dopo aver tentato invano di riconquistare i titoli, Spears combatte ancora qualche match da singolo contro Brett DiBiase, Lucky Cannon e Lupe Santiago. Nei tapings del 4 dicembre, Spears perde un 6-man tag team match insieme a Sheamus e Kevin Thorn contro Eric Escobar, Michael McGillcutty e Lucky Cannon.

#### ECW(2008–2009)
Il 19 agosto 2008, Spears fa il suo debutto in ECW con il nome di Gavin Spears perdendo contro Ricky Ortiz. Il 2 settembre, viene sconfitto da Super Crazy. Dopo due mesi di inattività torna il 16 dicembre perdendo contro Finlay. Spears viene poi licenziato dalla WWE, dopo aver combattuto appena tre match.

### Circuito indipendente (2009–2013)
Il 27 maggio 2009, Spears lotta in un dark match per la Total Nonstop Action Wrestling contro l'ex WWE Elijah Burke, perdendo. Il 12 giugno, combatte in uno show della Ring of Honor (ROH), sconfiggendo Alex Payne. Il 15 agosto, in coppia con l'ex rivale della OVW Idol Stevens, conquista il WWC World Tag Team Championship. Il 31 ottobre 2010, fa la prima esperienza in Messico sotto il nome di Gavin Spears in coppia con El Hijo de L.A. perdendo contro Dr. Wagner III e Gigante Extassis.

### Ritorno in WWE (2013–2019)

#### NXT(2013–2017)
Nel settembre del 2013 venne riassunto dalla WWE, e tornò sul ring come "Tye Dillinger" nella puntata di NXT del 10 ottobre venendo sconfitto da Mojo Rawley e il 9 gennaio anche da CJ Parker. Formò poi un team con Jason Jordan, sconfiggendo Baron Corbin e Sawyer Fulton. Persero subito al primo turno nel torneo per decretare i nuovi sfidanti all'NXT Tag Team Championship contro Enzo Amore e Big Cass. Durante il match contro i Lucha Dragons del 25 febbraio 2015, si rifiuta più volte di dare il cambio a Jordan e viene abbandonato da quest'ultimo. Dopo la sconfitta chiede spiegazioni, ma Jordan non si presenta, e Dillinger viene squashato in pochi secondi da Baron Corbin. Il 23 aprile, perde contro Finn Bálor. L'8 giugno, a NXT TakeOver: The End, viene sconfitto dal debuttante Andrade "Cien" Almas. Il 28 gennaio 2017, a NXT TakeOver: San Antonio, venne sconfitto da Eric Young. Il giorno dopo Dillinger ha partecipato al Royal Rumble match dell'omonimo pay-per-view entrando col numero 10 ma è stato eliminato da Braun Strowman dopo cinque minuti e ventisette secondi di permanenza. Il 1º aprile, a NXT TakeOver: Orlando, Dillinger, Kassius Ohno, Roderick Strong e Ruby Riot sono stati sconfitti dai SAnitY.

#### SmackDown(2017–2019)
Nella puntata di SmackDown del 4 aprile 2017 fece il suo debutto nel roster principale sconfiggendo Curt Hawkins. Il 21 maggio, nel Kick-off di Backlash, sconfisse Aiden English. Nella puntata di SmackDown del 4 luglio partecipò all'Indipendence Day Battle Royal per determinare il contendente n°1 allo United States Championship di Kevin Owens ma venne eliminato da Sami Zayn. Nella puntata di SmackDown dell'11 luglio venne sconfitto dal WWE Champion Jinder Mahal in un match non titolato, incassando la prima sconfitta per schienamento nel roster principale. Il 23 luglio, nel Kick-off di Battleground, venne sconfitto da Aiden English. Nella puntata di SmackDown del 29 agosto rispose alla Open challenge di AJ Styles per lo United States Championship ma venne sconfitto. Nella puntata di SmackDown del 12 settembre affrontò per la seconda volta AJ Styles per lo United States Championship ma venne sconfitto. L'8 ottobre, a Hell in a Cell, partecipò ad un Triple Threat match per lo United States Championship che includeva anche il campione AJ Styles e Baron Corbin ma il match venne vinto da quest'ultimo. Nella puntata di SmackDown del 26 dicembre tornò dopo molto tempo e venne sconfitto da Jinder Mahal nei quarti di finale di un torneo per la riassegnazione dello United States Championship (reso vacante da Dolph Ziggler).
Il 28 gennaio, a Royal Rumble, avrebbe dovuto partecipare all'omonimo match entrando col numero 10 ma, poco prima del suo ingresso, venne brutalmente attaccato da Kevin Owens e Sami Zayn, e quest'ultimo prese il suo posto nella contesa. L'11 marzo, nel Kick-off di Fastlane, Dillinger e i Breezango sconfissero Chad Gable, Shelton Benjamin e Mojo Rawley. L'8 aprile, nel Kick-off di WrestleMania 34, prese parte all'annuale André the Giant Memorial Battle Royal ma venne eliminato da Matt Hardy. Il 27 aprile, a Greatest Royal Rumble, partecipò al Royal Rumble match a 50 uomini entrando col numero 42 ma venne eliminato da Braun Strowman.
Chiese alla WWE di poter essere svincolato, ritenendo che la federazione non credesse abbastanza in lui e il 22 febbraio venne accontentato.

### All Elite Wrestling (2019–2023)
Arneill ha debuttato nella All Elite Wrestling il 25 maggio 2019 a Double or Nothing con il suo vecchio ring name "Shawn Spears" nella 21-man Casino Battle Royale.

### Secondo ritorno in WWE (2024–presente)

#### Ritorno adNXT(2024–presente)
Tornò a sorpresa in WWE dopo cinque anni come "Shawn Spears" nella puntata di NXT del 27 febbraio attaccando alle spalle Ridge Holland. Debuttò la settimana dopo, nella puntata speciale NXT Roadblock, sconfiggendo facilmente Uriah Connors.

## Vita privata
Ronald è sposato dall'agosto del 2019 con Cassandra McIntosh, meglio nota come Peyton Royce.

## Personaggio

### Mosse finali
- Come Shawn Spears
  - C4 (Death valley driver)

- Come Tye Dillinger

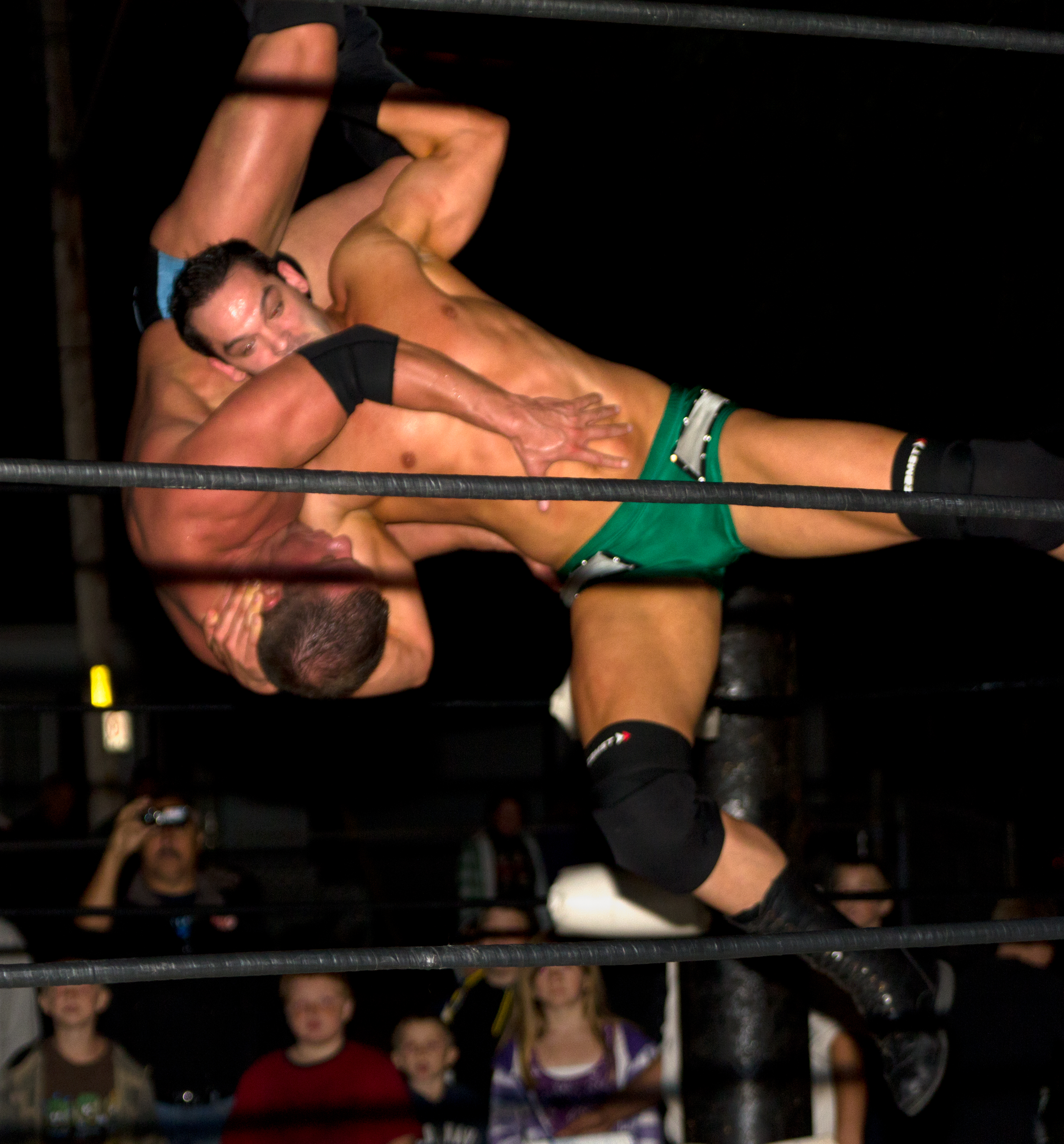
Shawn Spears mentre esegue la C4 su Pepper Parks

  - Perfect 10 (Single knee facebreaker) – 2015–2019
  - Tye-Breaker (Fireman's carry lift neckbreaker) – 2013–2019

### Soprannomi
- "The Canadian Bad Boy"
- "The Canadian Sensation"
- "The Perfect 10"
- "The Grim Reaper"

## Titoli e riconoscimenti
- Adrenaline Live Wrestling

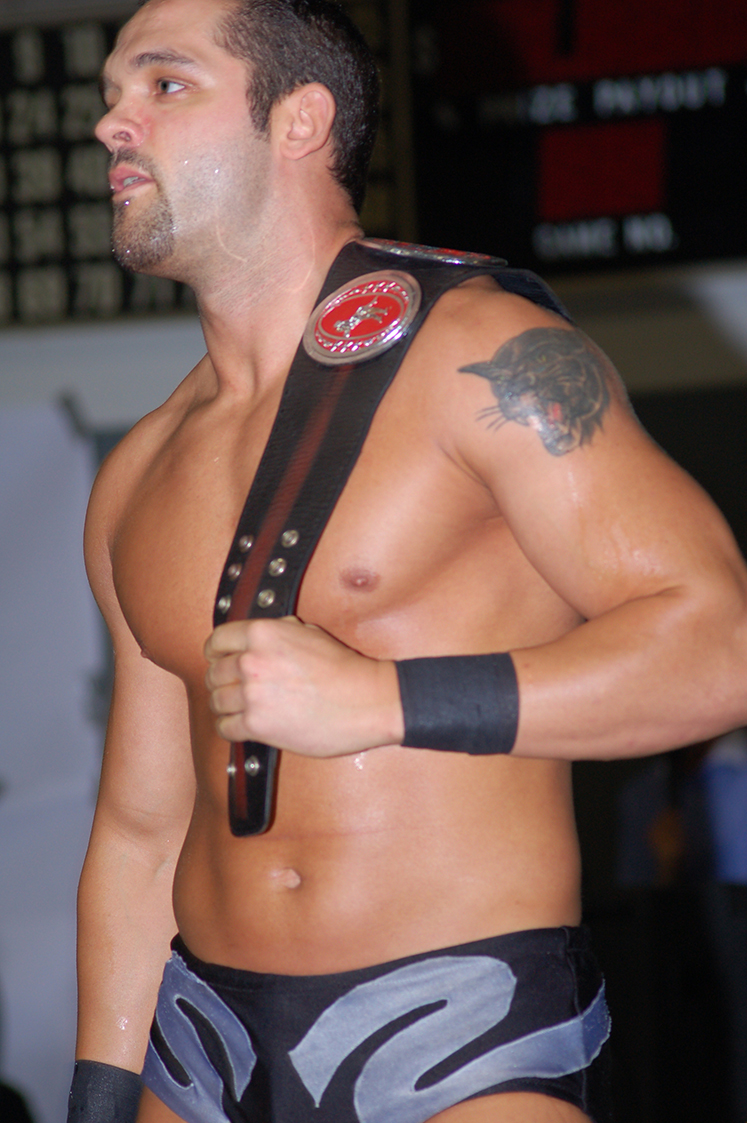
Shawn Spears con l'OVW Southern Tag Team Championship, titolo che ha detenuto due volte in carriera

  - ALW Georgian Bay Heavyweight Championship (1)
- American Combat Wrestling
  - ACW Heavyweight Championship (1)
- Canadian Independent Wrestling Alliance
  - CIWA Heavyweight Championship (1)
- Florida Championship Wrestling
  - FCW Florida Tag Team Championship (1)[7] – con Nic Nemeth
- Florida Underground Wrestling
  - FUW Tag Team Championship (1) – con Kennedy Kendrick
- Ground Breaking Pro Wrestling
  - GBPW Heavyweight Championship (1)
- Great Lakes Championship Wrestling
  - GLCW Tag Team Championship (1) – con Flexx Falcone
- Neo Spirit Pro Wrestling
  - NSPW Tag Team Championship (1) – con J.T. Playa
- New Star Wrestling
  - NSW Heavyweight Championship (1)
- Juggalo Championship Wrestling
  - JCW Heavyweight Championship (1)
- Ohio Valley Wrestling
  - OVW Southern Tag Team Championship (3)[8] – con Cody Runnels (2) e Colt Cabana (1)
  - OVW Television Championship (3)[9]
- Pro Wrestling Illustrated
  - 114º tra i 500 migliori wrestler singoli nella PWI 500 (2017)[10]
- Pure Wrestling Association
  - PWA Pure Wrestling Championship (1)
- Tri-City Wrestling
  - TCW Heavyweight Championship (1)
- World Wrestling Council
  - WWC World Tag Team Championship (1)[11] – con Idol Stevens
- WWE
  - NXT North American Championship (1)[12]